# Gilbert Sinoué

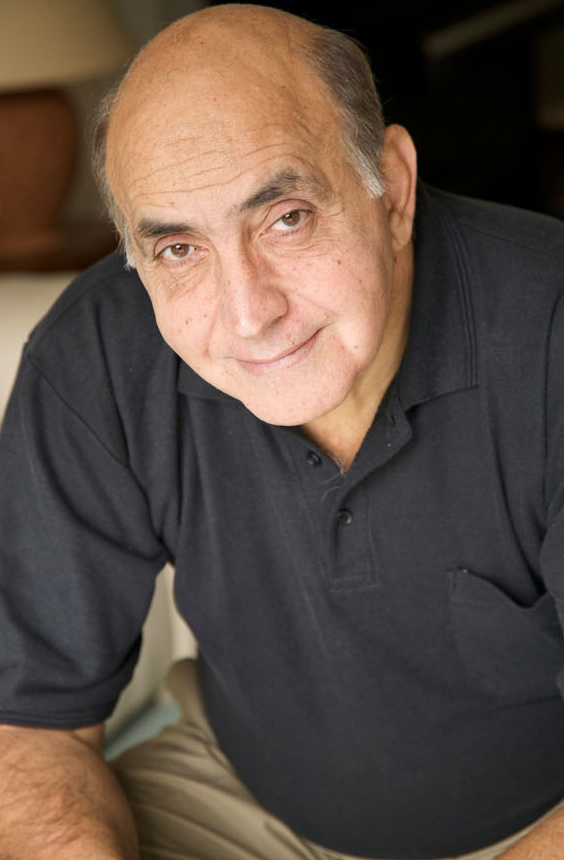
Gilbert Sinoué

Gilbert Sinoué, nato Samir-Gilbert Kassab (Il Cairo, 18 febbraio 1947), è uno scrittore francese.

## Biografia
A 19 anni si iscrive all'École normale de musique di Parigi dove studia chitarra; in seguito compone canzoni per alcuni interpreti francesi (Dalida, Marais, Marie Laforêt, ...).
Nel 1987 pubblica il suo primo romanzo, La Pourpre et l'olivier ou Calixte 1er le pape oublié, la vita del papa Callisto I e il suo tragico destino (il papa fu martirizzato attorno al 222 d.C.); il testo gli vale il premio Jean d'Heurs come miglior racconto storico.
Nel 1989 pubblica Avicenne ou La route d'Ispahan in cui narra la vita di Avicenna (Abu Ali Ibn Sina), il medico, filosofo e scienziato persiano vissuto a cavallo del X secolo. Il suo terzo romanzo, L'Egyptienne, è la prima parte di una saga che narra l'ancora in parte misterioso Egitto del XVIII e XIX secolo. Apparso nel 1991, il romanzo vince il premio letterario Quartier latin.
Sinoué si impone velocemente come ottimo narratore di romanzi, di biografie (Le dernier pharaon, in cui descrive il regno di Mehmet Ali, il pascià ottomano fondatore dell'Egitto moderno) o di thriller (Le Livre de Saphir, vincitore del Prix des libraires 1996, che offre all'autore lo spunto per avviare un dialogo con Dio, e Les silences de Dieu, vincitore nel 2004 del Grand prix de la littérature policière).
Oltre a essere uno scrittore, è anche paroliere e sceneggiatore.

## Opere

### Letteratura
- (La Pourpre et l'Olivier, 1987)
- La via per Isfahan (Avicenne ou La route d'Ispahan, 1989) (Neri Pozza, 2001)
- (L'egyptienne, 1991)
- (La fille du Nil, 1993)
- Il libro di zaffiro (Le livre de saphir, 1996) (Neri Pozza, 1998)
- Il ragazzo di Bruges (L'enfant de Bruges, 1999) (Neri Pozza, 2000 - Beat, 2011)
- I giorni e le notti (Des jours et des nuits, 2001) (Neri Pozza, 2003)
- Lady Hamilton (L'ambassadrice, 2002) (Neri Pozza, 2005)
- Il silenzio di Dio (Les silences de Dieu, 2004) (Neri Pozza, 2004 - Beat, 2012)
- Una nave per l'inferno (Un bateau pour l'enfer, 2005) (Neri Pozza, 2005)
- La regina crocifissa (La reine crucifiée, 2005) (Neri Pozza, 2006)
- Io, Gesù (Moi, Jésus, 2007) (Neri Pozza, 2008)
- La signora della lampada (La dame à la lampe, 2008) (Neri Pozza, 2010)
- Armenia (Erevan, 2009) (Neri Pozza, 2011)
- (Inch' Allah 1) La terra dei gelsomini (Le souffle du jasmin, 2010) (Neri Pozza, 2011)
- (Inch' Allah 2) Grida di pietra (Le cri des pierres, 2010) (Neri Pozza, 2013)
- (Inch' Allah 3) Il quinto quarto della luna (Les cinq quartiers de la Lune, 2016) (Neri Pozza, 2017)
- Averroè o il segretario del diavolo (Averroès ou le secrétaire du diable, 2017) (Neri Pozza, 2019)

### Saggistica
- (Le dernier Pharaon, 1997)
- A mio figlio all'alba del terzo millennio (À mon fils, à l'aube du troisième millénaire, 2000) (Corbaccio, 2001 - Tea, 2003)
- (Le livre des sagesses d'Orient, 2000)
- (Akhenaton, le dieu maudit, 2003)
- (Le colonel et l'enfant-roi, 2006)
- (con Denis Dailleux) (Impressions d'Egypte, 2011)
- Donne d'Oriente (12 femmes d'Orient qui ont changé l'histoire, 2011) (Neri Pozza, 2013)
- Le storie d'amore che hanno cambiato il mondo (12 passions amoureuses qui ont changé l'histoire, 2015) (Neri Pozza, 2016)